# Хрватска заједница
Хрватска заједница је била политичка странка либералног усмерења, која се, уз Хрватску републиканску сељачку странку, залагала за преуређење Краљевине Срба, Хрвата и Словенаца по федералистичком принципу. 

## Странка
Хрватска заједница основана је 17. јула 1919. године фузијом Старчевићеве странке права и Напредне демократске странке. Странка је формирана из редова хрватских грађанских елемената који су се изјашњавали за заједничку државу уређену на овнови равноправности трију племена. Тој странци пришао је и Анте Трумбић, један од главних фактора при редакцији Крфске декларације са њеном формулацијом о „троименом народу“. Хрватска странка јасно се залагала за федерализам што се, између осталог, види и из чињенице да је 1921. године са ХРСС и Хрватском странком права формирала Хрватски блок. Хрватски блок је већ на пролеће 1922. године покушао да "хрватском питању" да светскополитички значај тако што је упутио меморандум конференцији у Ђенови тражећи дозволу да Хрватска самостално учествује на седницама. Вођство странке устаје против изјаве ХРСС-а 1925. године да прихвата централизам. Промена политичког курса ХРСС довела је до распада Хрватског блока. Из коалиције са ХРСС иступа Анте Трумбић и Хрватска заједница. Уследили су бројни сукоби у Скупштини између „заједничара“ и ХРСС-а, а Стјепан Радић није штедео на увредама.
Нешто касније, међутим, Хрватска заједница, као и ХРСС, усваја централистичко уређење, а потом се такође враћа свом ранијем ставу. Странка престаје са радом 1926. године. Њени чланови, заједно са дисидентима из Хрватске сељачке странке, основали су Хрватску федералистичку сељачку странку, на челу са Иваном Лорковићем и Антом Трумбићем. 